# Sidi Aïch
Sidi Aïch là một đô thị thuộc tỉnh Béjaïa, Algérie. Dân số thời điểm năm 2002 là 11.373 người.